# Pedra de Gripsholm
A Pedra de Gripsholm (em sueco:  Gripsholmsstenen) é uma pedra rúnica, datada de meados do século XI, contendo a gravura de uma cobra com um texto no seu interior. É uma das chamadas Pedras de Inguar (Ingvarsstenarna) que foram dedicadas aos guerreiros mortos na falha expedição víquingue de Inguar, o Viajado em 1036-1041 à Serclândia. Foi descoberta em 1827 pelo guarda Wallin, sendo incerta a sua localização original, e encontra-se hoje junto à entrada do Castelo de Gripsholm, na proximidade da cidade de Mariefredo, na Södermanland.
Após sua descoberta, foi usada como pedra de entrada da torre oriental do castelo, a chamada Torre do Teatro. Ambas as suas extremidades estavam sob as paredes laterais da porta, e a pedra estava coberta de alcatrão, cuja presença pode indicar que esteve em outro edifício antes de ser colocada na torre. Foi apenas em 1930 que a pedra foi removida para sua localização atual e a inscrição tornou-se totalmente visível.

## Texto da pedra
Runas: ᛏᚢᛚᛅ : ᛚᛁᛏ : ᚱᛅᛁᛋᛅ : ᛋᛏᛅᛁᚾ : ᚦᛁᚾᛋ ᛅᛏ : ᛋᚢᚾ : ᛋᛁᚾ : ᚼᛅᚱᛅᛚᛏ : ᛒᚱᚢᚦᚢᚱ : ᛁᚾᚴᚢᛅᚱᛋ : ᚦᛅᛁᛦ : ᚠᚢᚱᚢ : ᛏᚱᛁᚴᛁᛚᛅ : ᚠᛁᛅᚱᛁ : ᛅᛏ : ᚴᚢᛚᛁ : ᛅᚢᚴ : ᛅ:ᚢᛋᛏᛅᚱᛚᛅᚱ ᚾᛁ : ᚴᛅᚠᚢ : ᛏᚢᚢ : ᛋᚢᚾᛅᚱ:ᛚᛅ : ᛅᛋᛁᚱᚴ:ᛚᛅᚾ:ᛏᛁ
Transliteração: tula : lit : raisa : stain : þins at : sun : sin : haralt : bruþur : inkuars : þaiR furu : trikila : fiari : at : kuli : auk : a:ustarlar ni : kafu : tuu : sunar:la : a sirk:lan:ti
Tradução: Tola mandou erigir esta pedra em memória do seu filho Haroldo, irmão de Inguar. Estes homens partiram para terras longínquas em busca de ouro e deram comida à águia. Morreram no Sul na Serclândia.
A segunda parte do texto está formulada em verso aliterativo nórdico antigo fornyrðislag e nele há a expressão poética "dar comida à águia" que significa "matar inimigos". Em seu conteúdo, o texto alude apenas a Haroldo, irmão de Inguar. Pensa-se que eram meio-irmãos, explicando assim o fato de Tola ser apenas mãe de Haroldo, ou que a pedra fazia par com outra pedra dedicada apenas a Inguar, ma que se perdeu. Uma terceira possibilidade é que, no contexto, o termo irmão não aluda a um parentesco, mas se refira a "irmão-em-armas", "irmão adotivo" ou algo parecido.